# 陈霖 (心理学家)
陈霖（1945年11月6日—），男，祖籍福建福州，生于四川成都，中国认知科学和实验心理学家，中国科学院院士。拓扑性质初期知觉理论的提出者。

## 生平
1970年毕业于中国科学技术大学，此后留校任教。1980年前往美国加州大学任访问学者。1985年成为教授。1988年起担任中国科学院研究生院教授。此后赴德国雷根斯堡大学、慕尼黑大学任访问学者。2002年出任国家大型科学仪器中心北京磁共振脑成像中心主任。2003年当选中国科学院生物学部院士，成为心理学家潘菽逝世15年之后的中科院首位心理学院士。2005年起任中国科学院生物物理研究所脑与认知科学国家重点实验室主任。2008年当选国际认知科学联合会（IACS）主席。